# Abbazia di San Michele Arcangelo (Lamoli)
L'Abbazia benedettina di San Michele Arcangelo è situata nella frazione di Lamoli del comune di Borgo Pace (PU).

## Storia e descrizione
La fondazione risale al VII secolo: di quest'epoca restano, perfettamente recuperate, la chiesa abbaziale e l'ala principale del monastero, nel cui chiostro si trova il Museo dei Colori naturali. 
Nel Duecento l'abbazia divenne per la sua importanza nullius, cioè esente dalla giurisdizione episcopale, e fu data in commenda dal 1422 finché nel 1636 venne unita alla nuova diocesi di Sant'Angelo in Vado.
All'interno della chiesa si possono ammirare diverse opere di notevole pregio. Un frammento di affresco, ora riportato su quadro rappresentante il calvario del '300, alcuni affreschi di scuola umbra del XVI secolo rappresentanti San Romualdo e San Giuliano ed un altro affresco del XV secolo rappresentante la Madonna che allatta il Bambino. Oltre agli affreschi si trovano: una tempera su tavola a lunettone raffigurante l'Eterno Padre tra Due Angeli, un olio su tela raffigurante il Presepe di scuola Fiorentina del XV-XVI secolo e un Crocifisso ligneo del ‘400 secolo di grande impatto emotivo oltre che di notevole pregio artistico noto come il Cristo spirante.